# Libnotes (Libnotes) astuta
Libnotes (Libnotes) astuta is een tweevleugelige uit de familie steltmuggen (Limoniidae). De soort komt voor in het Oriëntaals gebied.